# Late zwartpootrouwvlieg
De late zwartpootrouwvlieg (Bibio ferruginatus) is een muggensoort uit de familie van de zwarte vliegen (Bibionidae). De wetenschappelijke naam van de soort werd als Tipula ferruginata in 1767 gepubliceerd door Carl Linnaeus.